# Гиртона (Фессалия)
Гиртона, также Гиртон (др.-греч. Γυρτών; Γυρτώνη) — древнегреческий город и полис (город-государство) Перебии в древней Фессалии, располагавшийся на плодородной равнине между реками Титаресий и Пеней. Страбон связывал Гиртону с устьем Пенея; но из описания Тита Ливия, рассказ которого был заимствован у Полибия, можно сделать вывод, что она находилась в какой-то части тех равнин, на которых были расположены Фаланна, Атракс и Лариса. От Фаланны до Гиртоны был всего один день пути. Гиртона считалась древним городом даже в классические времена, упоминалась Гомером в «Илиаде», в каталоге кораблей, и продолжала оставаться важным местом в более поздние периоды, так Аполлоний Родосский назвал её богатой. Согласно мифам она была первоначальной обителью Флегия и была основана Гиртоном, братом Флегия.
Жители Гиртоны упоминались среди фессалийцев, которые отправили помощь афинянам в начале Пелопоннесской войны. Название города часто встречалось и в более поздний период: у Тита Ливия, Полибия, Помпония Мелы, Плиния Старшего и Клавдия Птолемея.
Гиртона также чеканила монеты.
Гиртона располагалась примерно на местности, известной ныне как Мурлари, к юго-востоку от современного селения Эвангелизмос.

## Археология
Акрополь и нижний город были укреплены, возможно, уже в архаическом периоде. Стены были построены с использованием шифера.
Гиртона чеканила серебряные и бронзовые монеты в IV веке до н. э. Те, что относились к концу того столетия, имели на аверсе изображение молодого Гиртона рядом с головой лошади, или Аполлона, или Зевса-лауреата. На оборотной стороне была изображена нимфа Гиртона. Монеты содержали надписи «ΓΥΡΥΟΝΙΟΝ», «ΓΥΡΤΩΝΙΟΝ» или «ΓΥΡΤΩΝΙΩΝ».